# Little Opera Zamora
LittleOpera Zamora (Pequeña Ópera Zamora) es un festival internacional de ópera de cámara que se celebra en la ciudad de Zamora, comunidad autónoma de Castilla y León, en España. 
Su principal característica es la muestra de óperas en su versión original, sin reducciones ni adaptaciones, en diferentes espacios de la ciudad. El festival trata de acercar el género al gran público, apoyar obras de reciente creación, atraer turismo cultural y crear nuevos públicos, especialmente con espectáculos infantiles.
El festival ofrece una programación variada que incluye óperas de cámara, galas líricas y espectáculos infantiles, además de talleres y charlas.

## Trayectoria y ubicaciones
El festival, organizado por la Asociación LittleOpera, se celebra anualmente en julio desde 2016 y su directora es la soprano Conchi Moyano. Las obras se interpretan por toda la ciudad, utilizando diversos escenarios emblemáticos como el Teatro Principal de Zamora, el Teatro Ramos Carrión, el Castillo de Zamora y la Plaza de la Catedral.
En 2025, el festival celebró su 10º Aniversario, con el estreno de la ópera Hildegart, obra de Juan Durán. 